# Cao độ kế

Hình vẽ miêu tả mặt cao độ kế "ba kim" dùng trên máy bay, đang hiển thị cao độ là 10180 ft

Cao độ kế hay máy đo độ cao (tiếng Anh: altimeter) là một thiết bị đo lường được dùng để đo độ cao của một vật thể so với một mốc cố định. Việc đo độ cao được gọi là phép đo cao (altimetry).
Có thể xác định độ cao dựa trên việc đo áp suất khí quyển. Độ cao càng tăng, áp suất càng giảm. Cao độ kế hoạt động bằng nguyên lý đo áp suất là loại cao độ kế phổ biến trong hầu hết các khí cụ bay. Người nhảy dù, người leo núi thì dùng dụng cụ tương tự đeo ở cổ tay hoặc dụng cụ cầm tay.
Hiệu chuẩn của cao độ kế áp suất tuân theo phương trình:
{\displaystyle z=c\;T\;\log(P_{o}/P),}
Trong đó c là hằng số, T là nhiệt độ tuyệt đối, P là áp suất ở độ cao z và P o là áp suất tại mực nước biển. Hằng số c phụ thuộc vào gia tốc trọng trường và khối lượng mol của không khí. Tuy nhiên, người đo nên hiểu rằng độ chính xác của loại cao độ kế này phụ thuộc vào "độ cao mật độ" (density altitude) và số đo của nó có thể dao động trong biên độ hàng trăm foot do áp suất không khí thay đổi đột ngột, chẳng hạn do một frông lạnh gây ra, dù thực tế không có sự thay đổi về độ cao.